# Dithecodes purpuraria
Dithecodes purpuraria är en fjärilsart som beskrevs av Joannis 1932. Dithecodes purpuraria ingår i släktet Dithecodes och familjen mätare. Inga underarter finns listade i Catalogue of Life.